# Gumshoe (videogioco 1984)
Gumshoe è un videogioco a piattaforme del 1984 sviluppato da A&F Software per Commodore 64.

## Trama
Un investigatore è stato ingaggiato per ritrovare la figlia di un ricchissimo magnate del petrolio. Una banda di spietati assassini l'ha presa in ostaggio nella speranza di estorcere un corposo riscatto al padre della ragazza.

## Modalità di gioco
Il videogioco è a scorrimento orizzontale. Il detective si muove tra i diversi piani di un palazzo abbandonato, deve perlustrare ogni angolo in cerca della ragazza rapita.
I vecchi locali dell'edificio sono popolati da una moltitudine di fuorilegge, tutti seriamente intenzionati a freddare il piedipiatti ed a preservare la prigionia della figlia del magnate. Puoi scansare i colpi dei banditi buttandoti giù o utilizzando scale mobili e ascensori. Di tanto in tanto può capitare di doverne affrontare qualcuno in un corpo a corpo all'ultimo sangue. In quest'ultimo caso le probabilità di sopravvivenza sono davvero basse. Il detective è munito di revolver con cui affrontare i nemici. Ad ogni livello il nostro eroe si ritrova a dovere ricominciare la ricerca della ragazza, a variare sono la geografia dell'edificio che si fa via via più intricata, e l'aggressività dei gangsters.

## Colonna sonora
Le musiche del videogioco portano la firma di Sean Townsend.